# Distrito de Juxtlahuaca
El distrito de Juxtlahuaca es uno de los 30 distritos que conforman al estado mexicano de Oaxaca y uno de los siete en que se divide la región mixteca. Está conformado por 287 localidades repartidas en 7 municipios.

## Municipios
| Código INEGI | Municipio                       | Cabecera                        |
| ------------ | ------------------------------- | ------------------------------- |
| 016          | Coicoyán de las Flores          | Coicoyán de las Flores          |
| 208          | San Juan Mixtepec -Distrito 08- | San Juan Mixtepec -Distrito 08- |
| 242          | San Martín Peras                | San Martín Peras                |
| 286          | San Miguel Tlacotepec           | San Miguel Tlacotepec           |
| 348          | San Sebastián Tecomaxtlahuaca   | San Sebastián Tecomaxtlahuaca   |
| 469          | Santiago Juxtlahuaca            | Santiago Juxtlahuaca            |
| 528          | Santos Reyes Tepejillo          | Santos Reyes Tepejillo          |

## Demografía
En el distrito habitan 73 109 personas, que representan el 1.92% de la población del estado. De ellos 48 954 habitantes dominan alguna lengua indígena.